# Bettina Hagedorn

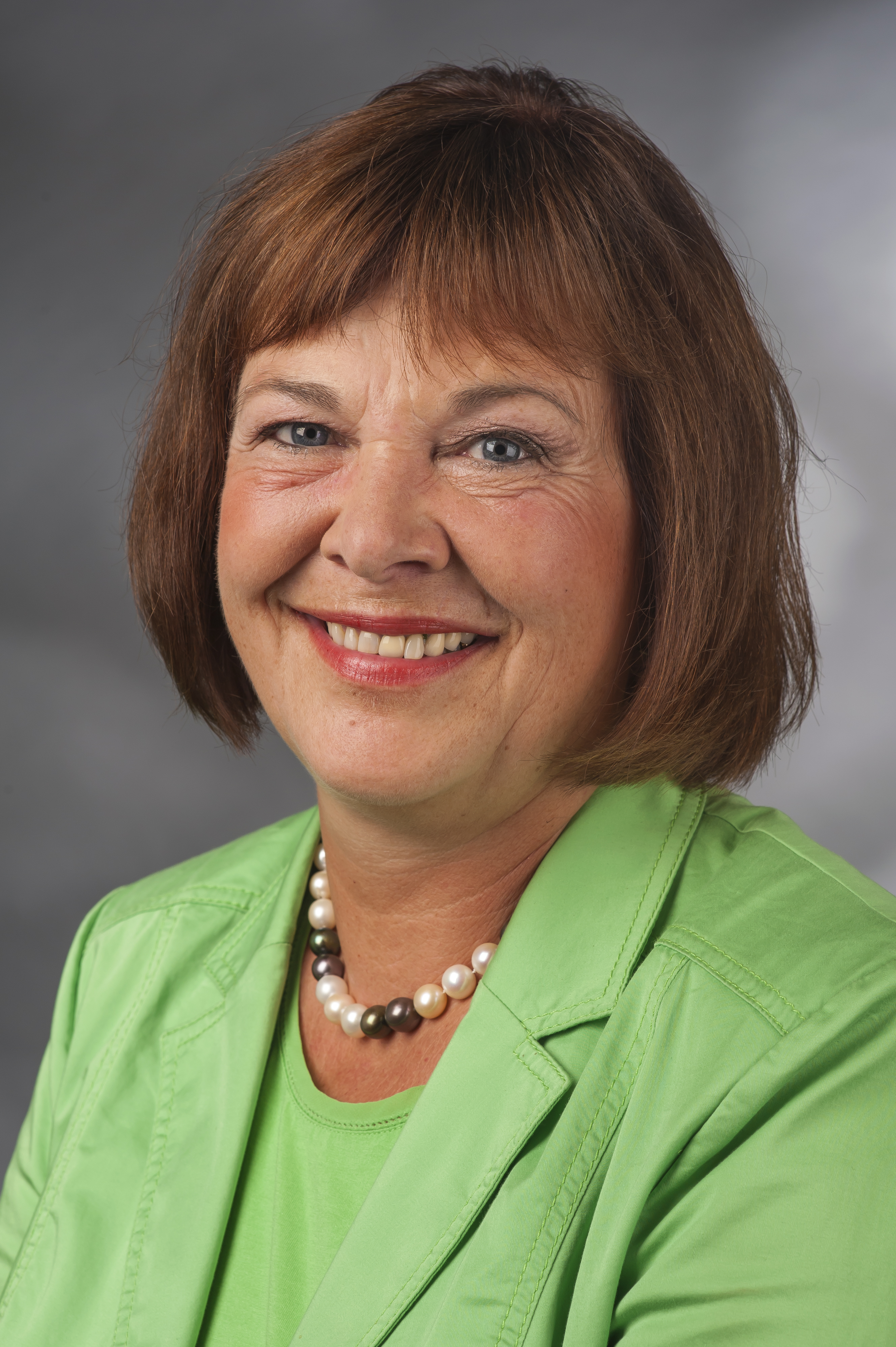
Bettina Hagedorn (2014)

Bettina Hagedorn (* 26. Dezember 1955 in Kiel; gebürtig Bettina Siebmann) ist eine deutsche Politikerin (SPD) und Goldschmiedin. Sie war von 2018 bis 2021 Parlamentarische Staatssekretärin beim Bundesminister der Finanzen im Kabinett Merkel IV. Seit 2002 ist Hagedorn Mitglied des Deutschen Bundestags.

## Leben und Beruf
Bettina Hagedorn wurde in Kiel geboren, wuchs aber in Laboe auf. Nach dem Abitur 1974 in Preetz begann sie ein Studium der Sonderpädagogik und der Biologie an der Universität Hamburg, das sie 1976 abbrach. Stattdessen absolvierte sie eine Ausbildung zur Goldschmiedin, die sie 1980 mit dem Gesellenbrief beendete.
Am 13. Dezember 2013 wurde sie in den Vorstand des Deutschen Kinderhilfswerkes gewählt, dem sie bis 2017 angehörte. In den Jahren 2014 bis 2019 war sie zudem Mitglied im Aufsichtsrat der Verkehrsinfrastrukturfinanzierungsgesellschaft (VIFG).
Bettina Hagedorn ist geschieden und hat drei Söhne.

## Partei
Seit 1983 ist sie Mitglied der SPD. Sie gehörte von 1991 bis 2003 dem SPD-Kreisvorstand Ostholstein an, ab 1993 als stellvertretende Kreisvorsitzende. Von 2003 bis 2019 war sie Mitglied im Landesvorstand der SPD Schleswig-Holstein, von 2007 bis 2019 als stellvertretende Landesvorsitzende.
Bettina Hagedorn war Absolventin des Jahrgangs 2007–2009 der Führungsakademie der Sozialen Demokratie.

## Abgeordnete
Von 1986 bis 2003 gehörte sie der Gemeindevertretung ihres Wohnortes Kasseedorf an.
Seit September 2002 ist sie Mitglied des Deutschen Bundestages und hier seit Januar 2006 stellvertretende Sprecherin der Arbeitsgruppe Kommunalpolitik der SPD-Bundestagsfraktion. Seit 2002 ist Hagedorn ununterbrochen Mitglied im Haushalts- und Rechnungsprüfungsausschuss sowie stellvertretendes Mitglied im Tourismusausschuss.
Bettina Hagedorn war 2002 und 2005 als direkt gewählte Abgeordnete des Wahlkreises Ostholstein in den Bundestag eingezogen. Bei der Bundestagswahl 2005 erreichte sie hier 44,6 % der Erststimmen. Zur Bundestagswahl 2009 wurde sie auf dem Landesparteitag der SPD-Schleswig-Holstein am 2. März auf den zweiten Platz der Landesliste gewählt. Sie erhielt 87 von 100 möglichen Stimmen. Direkt gewählter Abgeordneter des Wahlkreises ist seit 2009 Ingo Gädechens von der CDU, während Bettina Hagedorn über die Landesliste in den Bundestag einzog. Im 17. Bundestag nahm sie folgende Funktionen wahr:
- Stellvertretende Sprecherin der SPD-Arbeitsgruppe Haushalt,
- Hauptberichterstatterin im Haushaltsausschuss für das Bundesministerium für Arbeit und Soziales,
- Sprecherin der SPD-Arbeitsgruppe im Rechnungsprüfungsausschuss,
- Hauptberichterstatterin im Rechnungsprüfungsausschuss für das Bundesministerium für Verkehr, Bau und Stadtentwicklung,
- Stellvertretendes Mitglied im Ausschuss für Arbeit und Soziales.

Bei der Bundestagswahl 2013 unterlag sie im Bundestagswahlkreis Ostholstein – Stormarn-Nord mit 37,2 % deutlich Ingo Gädechens (45,8 %), zog aber über die Landesliste wieder in den Bundestag ein.
Im 18. Bundestag nahm sie folgende Funktionen wahr:
- Stellvertretende Sprecherin der SPD-Arbeitsgruppe Haushalt,
- Berichterstatterin im Haushaltsausschuss für das Bundesministerium für Verkehr und digitale Infrastruktur,
- Vorsitzende im Rechnungsprüfungsausschuss,
- Hauptberichterstatterin im Rechnungsprüfungsausschuss für die Bundesschuld und die allgemeine Finanzverwaltung,
- Stellvertretendes Mitglied im Ausschuss für Verkehr und digitale Infrastruktur sowie
- Mitglied im Vertrauensgremium, welches die Wirtschaftspläne der Nachrichtendienste beschließt.

Bei der Bundestagswahl 2017 erreichte sie in demselben Wahlkreis 30,8 % der Stimmen und unterlag damit wiederholt dem CDU-Kandidaten Ingo Gädechens (41,5 %). Sie zog über die Landesliste mit Platz 1 in den Bundestag ein.
Bei der Bundestagswahl 2021 kandidierte sie erneut im selben Wahlkreis. Mit 33,7 % der Erststimmen sicherte sie sich das Direktmandat. Sie setzte sich unter anderem gegen den CDU-Kandidaten Ingo Gädechens, den FDP-Kandidaten Jörg Hansen und den AfD-Kandidaten Uwe Witt durch. Im 20. Deutschen Bundestag war sie stellvertretende Vorsitzende und ordentliches Mitglied im Haushaltsausschuss, Obfrau und ordentliches Mitglied im Rechnungsprüfungsausschuss sowie stellvertretendes Mitglied im Ausschuss für wirtschaftliche Zusammenarbeit und Entwicklung.
Zur Bundestagswahl 2025 kandidiert Hagedorn, wie bei den vorherigen Wahlen auch, im Bundestagswahlkreis Ostholstein – Stormarn-Nord sowie auf Listenplatz 4 der Landesliste der SPD Schleswig-Holstein, über den sie in den 21. Deutschen Bundestag einzog. Der Landesvorstand hatte sie zunächst für Platz 8 vorgeschlagen.

## Öffentliche Ämter
In den Jahren 1994 bis 1997 war sie stellvertretende Bürgermeisterin und von 1997 bis 2003 Bürgermeisterin von Kasseedorf. Von 2001 bis 2003 war sie außerdem Amtsvorsteherin des Amtes Schönwalde. Für ihre kommunalpolitische Arbeit erhielt sie 2003 die Freiherr-vom-Stein-Medaille des Landes Schleswig-Holstein.
Vom 14. März 2018 bis zum 8. Dezember 2021 war sie Parlamentarische Staatssekretärin beim Bundesminister der Finanzen.

## Positionen
Hagedorn setzt sich für einen Stopp des Großprojektes Feste Fehmarnbeltquerung ein. Sie warf der Deutschen Bahn im Jahr 2016 vor, die Instandhaltung der Fehmarnsundbrücke („Kleiderbügel“) bewusst vernachlässigt zu haben, weil sie auf eine vom Bund finanzierte neue Brücke im Rahmen der Hinterlandanbindung der Sundbrücke gesetzt habe. 2024 sprach sie sich zudem gegen eine Elektrifizierung der Sundbrücke aus, da es dadurch zu „massiven Bauarbeiten, Landschaftseingriffen und vor allem Lärm auf Fehmarn und bei Großenbrode“ kommen würde.